# Meghnad Saha
Pour les articles homonymes, voir Saha.
Meghnad Saha  (6 octobre 1893 près de Dacca, alors dans les Indes britanniques – 16 février 1956) est un astrophysicien indien.

## Biographie
Meghnad Saha est un astronome, enseignant à l’université d'Allahabad en Inde, élu à la Royal Society, professeur à l'université de Calcutta et créateur de l’Institut de physique nucléaire. Le cratère lunaire Saha porte son nom. Il est né en 1893 dans une famille Hindoue Panchama (Intouchable) dans le village de Shaoratoli, près de Dhaka dans la Présidency de Bengal pendant le Raj Britannique

## Lien entre ionisation et température
On doit à Meghnad Saha des travaux sur l’ionisation des gaz dans les atmosphères stellaires. Une équation qui porte son nom met en relation le degré de cette ionisation et la température de l’astre. Saha a établi une relation entre la température d'un gaz et le nombre d'atomes ionisés. Plus la température est élevée et plus le nombre d'atomes ionisés (en ions positifs et électrons) est grand. Par le déplacement des niveaux d'énergie des ions par rapport à ceux des atomes neutres, il est possible de déterminer par spectroscopie le degré d'ionisation du gaz ionisé ou plasma à la surface de l'étoile et, par là, d'en déduire sa température.